# Telenovela (serie de televisión)
Telenovela fue una serie de televisión estadounidense transmitida por NBC desde el 7 de diciembre de 2015.

## Elenco

### Elenco principal
- Eva Longoria como Ana Sofia Calderon.
- Jencarlos Canela como Xavier Castillo.
- Diana-Maria Riva como Mimi Moncada.
- Amaury Nolasco como Rodrigo Suárez.
- Jose Moreno Brooks como Gael Garnica.
- Jadyn Douglas como Roxie Rios.
- Alex Meneses como Isabela Santamaria.
- Izzy Diaz como Isaac Agüero.

### Elenco recurrente
- Zachary Levi como James McMahon.
- Phillip Garcia como Paulo.
- Frank Gerrish como Ed Santamaria.

## Episodios
| N.º | Título              | Director        | Guionista | Primera emisión         | Audiencia (en millones) |
| --- | ------------------- | --------------- | --- | ----------------------- | ----------------------- |
| 1   | «Pilot»             | Steve Pink      | Historia por: Chrissy Pietrosh, Jessica Goldstein y Robert Harling Teleplay por: Chrissy Pietrosh y Jessica Goldstein | 7 de diciembre de 2015  | 5.34m                   |
| 2   | «Evil Twin»         | Reginald Hudlin | Robert Sudduth | 7 de diciembre de 2015  | 3.35m                   |
| 3   | «Trapped in a Well» | Michael Weaver  | Chrissy Pietrosh & Jessica Goldstein                                                                                  | 28 de diciembre de 2015 | 2.23m                   |
| 4   | «The Kiss»          | —               | — | 4 de enero de 2016      | —                       |
| 5   | «The Rivals»        | —               | — | 11 de enero de 2016     | —                       |
| 6   | «The Hurricane»     | —               | — | 18 de enero de 2016     | —                       |